# Middelalderarkæologi
Middelalderarkæologi er arkæologi, der beskæftiger sig med Europas middelalder.

## Uddannelse
Middelalderarkæologi blev oprettet som fag ved Aarhus Universitet i 1971. Afdeling for Middelalder- og Renæssancearkæologi er i dag en del af Institut for Samfund og Kultur ved Aarhus Faculty of Arts. Faget tilbydes i Danmark kun ved Aarhus Universitet.
Middelalderarkæologien beskæftiger sig med studiet af mennesket gennem iagttagelsen af den materielle kultur. Tidsmæssigt afgrænset beskæftiger middelalderarkæologen sig med perioden fra vikingetid til senmiddelalder (med udvidelsen af fagområdet kommer renæssancen ligeledes ind) og geografisk er det Danmark, Central- og Nordeuropa som er i centrum. Foruden at studere det arkæologiske materiale som fremdrages under arkæologiske udgravninger, beskæftiger middelalderarkæologen sig ligeledes med stående bygninger fra perioden (såsom kirker eller borgruiner), billedligt kildemateriale (såsom kalkmalerier eller romanske stenarbejder) og skriftligt kildemateriale (såsom krøniker eller årbøger). Middelalderarkæologen er ikke som sine kolleger i faget fuldstændig afhængig af det arkæologiske materiale.
Middelalderarkæologien er en ung forskningsdisciplin ved universitetet, men faget har stadig dybe rødder i fortiden. Helt tilbage til 1700- og 1800-tallet findes foregangsmænd som prægede fagets udvikling, men især efter 2. verdenskrig kom der gang i fagets udvikling som følge af store byarkæologiske undersøgelser.